# Karousádes
Karousádes är en ort i Grekland.   Den ligger i prefekturen Nomós Kerkýras och regionen Joniska öarna, i den västra delen av landet, 400 km nordväst om huvudstaden Aten. Karousádes ligger 48 meter över havet och antalet invånare är 991. Den ligger på ön Korfu.
Terrängen runt Karousádes är kuperad åt sydost, men norrut är den platt. Havet är nära Karousádes norrut.Runt Karousádes är det ganska tätbefolkat, med 96 invånare per kvadratkilometer. Närmaste större samhälle är Agios Georgis, 7,4 km sydväst om Karousádes. 